# David Thomas Ansted

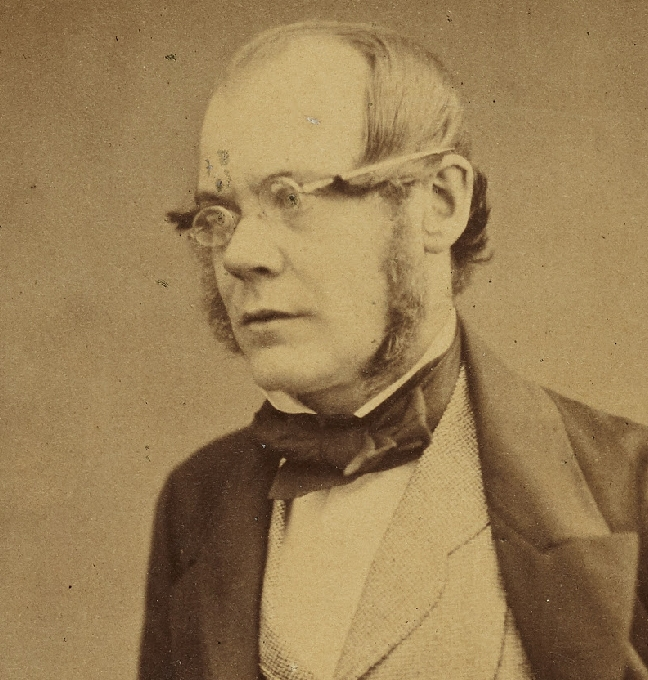
D.T. Ansted

David Thomas Ansted (* 5. Februar 1814 in London; † 13. Mai 1880 in Melton bei Woodbridge, Suffolk) war ein englischer Geologe.

## Leben
David Thomas Anstedt studierte an der Universität Cambridge und wurde 1840 Professor der Geologie am King’s College in London. 1845 wechselte er in gleicher Funktion an die Militärschule in Addiscombe und später an das College der Civil-Engineers in Putney (London).
Ab 1848 war er hauptsächlich als konsultierender Bergwerksingenieur tätig und ab 1868 Examinator für physikalische Geographie im Departement der Kunst und Wissenschaft. Im Alter von 66 Jahren starb Ansted am 13. Mai 1880 in seinem Haus in Melton bei Woodbridge, Suffolk.
Neben seinen geologischen und naturwissenschaftlichen Werken veröffentlichte Ansted mehrere Reisewerke und Reisehandbücher.
Ansted war „Fellow“ des Jesus College der Universität Cambridge. 1844 wurde er als Mitglied („Fellow“) in die Royal Society gewählt.

## Werke (Auswahl)
- Reports (Berichte über die Weltausstellungen 1851 und 1868)
- Geology, introductory, descriptive and practical (1844, 2 Bde.)
- The ancient world, or picturesque sketches of creation (2. Aufl. 1848)
- The goldseeker's manual (1849)
- Physical geography (mit Atlas, 1852)
- Notes on scenery, science and art (1854)
- Geological gossip, or stray chapters on earth and ocean (2. Aufl. 1868)
- The great stone-book of nature (1863)
- The applications of geology to the arts and manufactures (1865)
- Physical geography (5. Aufl. 1871)
- The world we live in, or first lessons in physical geography (1868)
- County-geographies: Kent, Surrey, Sussex (1872)
- Water and water supply in the British Islands (1878).